# 블라디미르 셰스타코프 (유도 선수)
블라디미르 자리프자노비치 셰스타코프(러시아어: Влади́мир Зарипзянович Шестако́в, 1961년 1월 30일~)는 소련과 러시아의 유도 선수, 지도자이다. 1988년 하계 올림픽에서 남자 미들급에서 은메달을 획득했으며, 세계 선수권 대회에서 동메달 1개를 획득했다.
셰스타코프는 1999년부터 2004년까지 러시아 유도 연맹 회장을 역임했으며 러시아 유도 국가대표 감독을 지냈다.